# Sustitución simultánea
La sustitución simultánea (también llamada simusubbing o sustitución de señal) es una práctica ordenada por la Comisión de la Radiotelevisión y las Telecomunicaciones Canadienses (CRTC), que obliga a las empresas distribuidoras en Canadá de televisión por cable, direct broadcast satellite (DBS), televisión sobre IP y MMDS a distribuir la señal de una emisora terrestre local o regional en lugar de la señal de una televisión extranjera o no local, cuando ambas están retransmitiendo programación idéntica de manera simultánea.
Esta práctica se ha hecho controvertida porque su implementación suele reemplazar las señales de cadenas de Estados Unidos disponibles mediante los proveedores de cable y satélite de Canadá, como, por ejemplo, la ABC, la CBS, la NBC y la Fox. La sustitución simultánea suele recibir atención a nivel nacional en los días previos a la retransmisión anual de la Super Bowl, en la que la visualización de los afamados y prominentes anuncios de la Super Bowl queda virtualmente bloqueada en la televisión canadiense. La cadena de televisión que retransmite el campeonato de la National Football League puede solicitar que la señal del retransmisor de Estados Unidos se reemplace en Canadá con su propia señal, siempre que ambas emisiones se retransmitan simultáneamente.
La CRTC puso en marcha por primera vez la sustitución simultánea en 1972 y a veces se le denomina erróneamente “simulcasting”, el nombre de una práctica diferente de la sustitución simultánea en la que no hay reemplazo de señal. Según la CRTC, la práctica de la sustitución simultánea es necesaria “para proteger los derechos de los retransmisores, para permitir que las cadenas de televisión reciban suficientes ingresos publicitarios y para mantener dinero publicitario en el mercado canadiense”. Las cadenas de televisión canadienses, que deben pedir cada una de las sustituciones de manera individual, han sido criticadas por explotar la regulación y no invertir suficiente dinero en contenido canadiense.

## Historia
En los años 1950, la Canadian Broadcasting Corporation (CBC) tenía un monopolio en la retransmisión televisiva en Canadá (su primera cadena de televisión, CBFT, empezó a operar en Montreal en 1952). En 1960, la Board of Broadcast Governors (Junta de Gobernadores de la Retranmisión), la predecesora de la CRTC, empezó a dar licencias a cadenas comerciales para proveer una alternativa a la CBC. Estas cadenas empezaron a emitir en 1961 y, mediante distribuidores internacionales, compraron los derechos de emisión nacionales de muchos programas de televisión de Estados Unidos.
Ya que alrededor de un 30% de la población canadiense (los que residían lo suficientemente cerca de la frontera con Estados Unidos) tenían acceso a las señales de las emisiones terrestres de televisiones tanto de Estados Unidos como de Canadá, podían elegir si ver los programas de Estados Unidos en una cadena canadiense o estadounidense. Muchos de estos canadienses eligieron ver las cadenas estadounidenses (la CBS, la ABC o la NBC) frente a las retransmisiones de las cadenas canadienses. En consecuencia, muchas cadenas canadienses empezaron a emitir programas comprados a cadenas estadounidenses antes de que se emitieran allí para atraer a más audiencia y ganar dinero con la publicidad nacional y algunas empresas canadienses que se anunciaban en las cadenas nacionales también compraban anuncios en las cadenas estadounidenses que se podían recibir en las mismas zonas, aunque más adelante se aprobó legislación federal que limitaba la deducibilidad de impuestos de tales compras.
Varias de las cadenas de mercados fronterizos pequeños de Estados Unidos se dirigían abiertamente a las ciudades más grandes de Canadá situándose lo más cerca posible de la frontera. Algunos ejemplos de estas situaciones son la mayoría de cadenas del mercado televisivo de Buffalo, Nueva York que se dirigían a Toronto y a la región de Golden Horseshoe y, en el caso más extremo, la cadena de Pembina, Dakota del Norte KCND-TV (canal 12), situada en un pueblo de menos de 1000 residentes pero que ganaba dinero dirigiéndose a la mucho mayor ciudad de Winnipeg, al otro lado de la frontera que tiene al norte.
Cuando la televisión por cable empezó a proliferar por todo Canadá al principio de los años 1970, los televidentes que estaban lejos de la frontera con Estados Unidos empezaban a obtener acceso a servicios de televisión de Estados Unidos a los que hasta entonces no podían acceder. En 1972, como respuesta a la presión de las televisiones canadienses, la CRTC puso en marcha la regulación de la sustitución simultánea como un método para esquivar la disminución del valor de los derechos exclusivos de las televisiones canadienses sobre programas de Estados Unidos (en tres años, la anteriormente mencionada KCND-TV se trasladó efectivamente a Winnipeg y obtuvo una nueva licencia como CKND-TV). Durante los años 1990, cuando la direct-broadcast satellite television ganó popularidad y más tarde se dieron licencias para este tipo de emisión en Canadá, la sustitución simultánea se convirtió en una necesidad también en este tipo de servicios.
Alrededor del final de los años 1990 y el inicio de los años 2000, la regulación de la sustitución simultánea había llegado a su máximo potencial: las cadenas canadienses estaban retransmitiendo casi toda su programación traída de Estados Unidos a la vez que las cadenas estadounidenses para maximizar sus posibilidades de pedir la sustitución.

## Efectos
La alta incidencia de las solicitudes de sustitución simultánea por parte de cadenas de televisión privadas canadienses para obtener ingresos publicitarios ha tenido efectos profundos de diferentes tipos, que van desde las parrillas de las cadenas canadienses a porciones de programas perdidas debido a sustituciones mal temporizadas.

### Parrillas de programación
Debido a que cadenas canadienses privadas como CTV, Global, CTV Two y City suelen depender fuertemente de programas estadounidenses, sus parrillas de programación suelen verse afectadas por las parrillas de las correspondientes cadenas estadounidenses. Por ejemplo, si la cadena estadounidense Fox moviera el drama médico House a un nuevo horario, la cadena canadiense que tiene derechos para emitir por primera vez episodios de ese programa tendría que mover su emisión de House a la misma hora que la de Fox si quiere convervar sus derechos de sustitución simultánea.
En algunos casos, cadenas estadounidenses cercanas a la frontera (especialmente aquellas que están en mercados pequeños y que dependen de la audiencia de algún mercado canadiense cercano para su viabilidad financiera) han actuado intencionadamente contra esta regla cambiando sus parrillas para evitar sustituciones. En un caso notable, el afiliado a Fox WFFF-TV (canal 44) en Burlington, Vermont, cambiaba continuamente el horario de sus retransmisiones diarias de That 70's Show para evitar que la cadena de CH/E! CJNT-TV (canal 62; ahora propiedad y operada por City) en Montreal invocara la regla.
Muchas cadenas estadounidenses emiten su programación más popular en el prime time, lo que hace que, para maximizar las oportunidades de hacer sustitución simultánea, las cadenas privadas canadienses no pueden o no quieren emitir su programación propia en esas horas. Como resultado, la programación del contenido canadiense es una preocupación secundaria, para rellenar huecos en los que no se puede situar un programa estadounidense para hacer sustitución simultánea. Este problema se ha extendido más allá de la programación de entretenimiento con guion. De hecho, las tres televisiones más importantes de Canadá han sido criticadas por al menos un incidente en el que aparentemente consideraron que un programa canadiense de noticias o de premios culturales en directo era menos importante que hacer sustitución simultánea de una serie de telerrealidad estadounidense:
- En 2003, la cadena bandera de Global CIII (canal 41) en París, Ontario (más tarde con nueva licencia en Toronto) transfirió su cobertura de las elecciones provinciales de Ontario de 2003 a su cadena hermana CHCH (canal 11) en Hamilton, Ontario, para mantener derechos de sustitución simultánea sobre un episodio de Survivor: Pearl Islands. Anteriormente en el mismo año, la cadena CKND de Winnipeg del grupo había optado por no cubrir las elecciones generales de Manitoba en absoluto, emitiendo en su lugar su parrilla de prime time usual.
- En 2006, CBC Television fue criticada después de anunciar que planeaba mover The National, el informativo de su grupo principal, a una franja de tiempo más tardía una noche por semana para emitir la poco duradera serie de competición de canto The One: Making a Music Star.
- En 2007, CTV fue forzada a retroceder en su plan de retardar los premios Juno de 2007 para mantener sus derechos de sustitución simultánea sobre un episodio de The Amazing Race.[8]

Desde 2008, CTVglobemedia (ahora Bell Media) tiene tanto los derechos exclusivos sobre la Liga de Fútbol de Canadá (CFL) como los derechos sobre los partidos del domingo por la tarde y de playoff de la Liga Nacional de Fútbol (NFL) estadounidense, emitiendo la mayoría de partidos de la NFL en CTV y relegando los partidos de la CFL (incluida la Copa Grey) al canal por cable TSN, haciendo que los partidos de la CFL no estén disponibles en televisión en abierto por primera vez en la historia de Canadá. Esto se debe en parte al deseo de obtener derechos de sustitución simultánea sobre las retransmisiones de la NFL, algo que no es necesario para los partidos de la CFL porque, a fecha de 2010, en Estados Unidos estos partidos solamente están disponibles en televisión por cable.

### Partes de la programación perdidas
Debido al alto número de sustituciones simultáneas solicitadas por televisiones canadienses, a veces se pierden partes de programas. Esto puede ocurrir por varias razones, incluyendo que el proveedor de cable temporice incorrectamente la sustitución o sustituya la señal distante incorrecta, que la televisión canadiense cometa un error de programación al solicitar una sustitución, que la cadena estadounidense haga un cambio de última hora en la programación o que haya condiciones meteorológicas adversas que afectan a veces a la señal local de la cadena canadiense. Además, si la cadena canadiense interrumpe su programación para dar información sobre una noticia de última hora mientras hace sustitución simultánea de un programa estadounidense, este no se puede transmitir.
Por la práctica creciente de las cadenas estadounidenses de alargar los programas uno o dos minutos dentro de la siguiente hora para evitar pérdidas de audiencia, estos errores son a veces inevitables si la cadena canadiense no puede alcanzar la nueva hora de inicio. Esta pequeña diferencia de tiempo entre las emisoras canadienses y estadounidenses puede dar lugar a un periodo corto de tiempo durante el que el televidente canadiense ve la señal original de la emisora estadounidense antes de que la cadena canadiense empiece a hacer su sustitución simultánea, lo que hace que el programa vuelva a empezar. Esto no es un problema para los televidentes estadounidenses que eligen ver la misma cadena durante varias franjas horarias, pero los televidentes canadienses podrían perderse contenido importante.

### Televisión en alta definición
Las señales de televisión en alta definición también deben ser sustituidas simultáneamente, aunque esto solo es aplicable si un transmisor local terrestre digital que emita contenido en alta definición se puede recibir en el mercado al que sirve el proveedor de cable local. Debido a que muchas cadenas solamente debían convertir sus transmisores principales (normalmente, los de los mercados principales) durante la transición a la televisión digital de Canadá de 2011, esto quiere decir que no se puede hacer efectiva la sustitución simultánea de alta definición en muchas zonas rurales.
Aunque la política de la CRTC sobre sustituciones simultáneas de retransmisiones en alta definición no requiere que se apliquen si la calidad de la señal canadiense no es igual o mejor que la estadounidense, ha habido casos en los que señales canadienses peores han sustituido a señales estadounidenses de más calidad. En estos casos, se pueden hacer quejas a la CRTC, mientras que la comisión preguntará al BDU y cadena canadiense aplicables por el problema.

### Gráficos en pantalla, moscas
La implementación de las sustituciones simultáneas puede causar también problemas con los gráficos digitales en pantalla que aplique el emisor original. Si no hay disponible una señal limpia del programa (en particular, para programación en directo), la emisora canadiense añadirá normalmente su propia mosca en un rincón diferente de la pantalla o directamente no añadirá ninguna. CTV y CTV Two usaban ocasionalmente un logo opaco para tapar las moscas con el logotipo de las cadenas estadounidenses en sus retransmisiones de The View en CTV y The Tonight Show en CTV Two, pero han dejado de hacerlo.

## Implementación y excepciones
La aplicación (o no) de las regulaciones, así como las excepciones legales y simples circunstancias, ha llevado a casos en los que algunos clientes canadienses de cable y satélite pueden recibir los canales estadounidenses en Canadá sin sustitución simultánea. Los proveedores de cable en áreas con poblaciones menores a 20 000 personas o que están a más de 100 km (62 mi) de cualquier proveedor local de televisión (por ejemplo, CTV, Global o la CBC) no están obligados legalmente a implementar la sustitución simultánea[cita requerida].
Muchos televidentes en el área del Gran Toronto pueden recibir cadenas estadounidenses desde Buffalo, Nueva York por la antena, así como versiones de alta definición sin equivalente de las cadenas desde tanto Buffalo como Seattle, Washington, en televisión por cable. De un modo parecido, los televidentes por cable del Gran Vancouver pueden recibir cadenas en alta definición sin equivalente desde Detroit, Míchigan y Rochester, Nueva York. Muchos televidentes desde Toronto podían ver estas cadenas para eventos como la Super Bowl XLII de 2008, en las que no había anuncios canadienses. Sin embargo, debido a una queja de CTV de 2008, la CRTC ha hecho más estricta la aplicación de la regla y ha afirmado que las retransmisiones en definición estándar y alta definición de la Super Bowl XLIII debían ser sustituidas simultáneamente para los proveedores que estén dentro del alcance de los transmisores terrestres de la CTV.
El 29 de enero de 2015, la CRTC anunció cambios en las reglas de la sustitución simultánea como resultado de Let’s Talk TV (Hablemos de televisión), un conjunto de audiencias en las que se reflexionaba sobre reformas en la industria de la televisión de Canadá. Aunque la CRTC no eliminó por completo las reglas de la sustitución simultánea, “aun ciertas reservas”, sí propuso que los retransmisores y los proveedores de televisión rindan cuentas de la programación perdida debido a sustituciones simultáneas mal implementadas: los proveedores deberán devolver dinero como recompensa y las cadenas de televisión podrían perder la posibilidad de hacer sustituciones simultáneas en su programación. Adicionalmente, la CRTC propuso un mandato explícito de que solamente los transmisores vía antena puedan usar sustitución simultánea y que, ya que es una “parte integral” del evento, prohibiría el uso de la sustitución simultánea para la Super Bowl desde 2017, permitiendo así que las señales estadounidenses del evento coexistan con las retransmisiones canadienses. Sin embargo, Bell Media, que actualmente ostenta los derechos de la Super Bowl mediante CTV, presentó un recurso, afirmando que ese cambio devaluaría sus derechos exclusivos de retransmisión del partido y que viola la Broadcasting Act, que prohíbe que la CRTC haga regulaciones que afecten a programas específicos. La propia NFL ha respaldado las quejas de Bell Media.

### Proveedores de televisión específicos
En cuanto a los proveedores de televisión, la sustitución simultánea se implementa de diferentes maneras, dependiendo de la compañía, especialmente en el caso de los proveedores por satélite, que operan a nivel nacional y no regional, a diferencia de los proveedores por cable.
- Shaw Direct invoca sustituciones simultáneas de acuerdo con el código postal del cliente y las implementa en el firmware del receptor; este método aplica las sustituciones simultáneas únicamente en áreas en las que son legalmente necesarias. Sin embargo, desde febrero de 2012, Shaw Direct empezó a implementar sustituciones simultáneas para la señal en alta definición de Global (canal 256) para todos sus clientes de alta definición, lo que afecta a ABC East HD (WXYZ-TV), CBS East HD (WWJ-TV), Fox East HD (WUHF) y NBC East HD (WDIV-TV). Se especula que esto se debe a la compra de la red televisiva de Global por parte de Shaw Communications. Al principio, no se sustituían otros canales, pero más tarde Shaw Direct empezó a implementar sustituciones simultáneas para City, pero aún no lo hace para City, su competidor principal.
- Bell TV invoca sustituciones simultáneas a todos sus clientes a lo largo del país, implementadas por su centro de enlace satelital (que también provee servicios a otros proveedores de servicio); así, las sustituciones simultáneas para un canal en concreto se implementan a lo largo del país, sin importar dónde vive el cliente o qué señal mira. De manera notable, aun no necesitar hacerlo porque se trata de canales especializados, estas señales también invocan sustituciones simultáneas en la programación de redes retransmitida por canales especializados propiedad de Bell Media, como TSN.
- De manera similar, Rogers Cable ha invocado periódicamente sustituciones simultáneas en canales de televisión de Estados Unidos para la programación deportiva retransmitida en sus canales especializados Sportsnet (como las Series Mundiales de 2013 de Fox en lugar de la señal de MLB International).

## Otros usos
Aunque la sustitución simultánea fue concebida para sustituir a la señal de un canal extranjero, también se ha aplicado para sustituir, en un mercado concreto, a la señal de un canal canadiense de fuera del mercado. Por ejemplo, en Montreal, la señal de la cadena de Ottawa CJOH-DT (canal 13) ha sido frecuentemente sustituida por la señal de la cadena local CFCF-DT (canal 12), aunque ambas estén en la red de CTV.
La sustitución simultánea también ha sido implementada en las cadenas de televisión en lengua francesa. Desde los años 1970 hasta mediados de los años 1990, la cadena insignia de Montreal de TVA CFTM-TV (canal 10) hacía que su señal sustituyera a la de su cadena hermana de Sheerbroke CHLT-TV (canal 7), que se podía recibir en el área de Montreal hasta 1995.